# Oklahoma City Thunder
Gli Oklahoma City Thunder sono una delle trenta franchigie di pallacanestro militanti nell'NBA, il campionato professionistico statunitense.
Il 2 luglio 2008 fu raggiunto un accordo tra le autorità della città di Seattle e Clayton Bennett, proprietario della franchigia che, fino alla stagione 2007-2008, ha militato nell'NBA con il nome di Seattle SuperSonics. L'accordo, legato anche a un progetto di risollevamento finanziario e morale della città dopo l'attentato del 1995, previde il trasferimento immediato della franchigia a Oklahoma City, senza però conservarne nome, colori sociali e marchio, i quali potranno essere utilizzati da Seattle in futuro per un'eventuale nuova squadra NBA con sede in città.
Il 22 giugno 2025, battendo in Gara-7 gli Indiana Pacers, vincono il loro primo titolo NBA. 

## Storia

### Seattle SuperSonics

Il logo dei Seattle SuperSonics

La precedente incarnazione dei Thunder erano i Seattle SuperSonics, formatisi nel 1967. All'inizio della loro storia riuscirono ad arrivare per due volte consecutive alle NBA Finals dove incontrarono i Washington Bullets (poi diventati Wizards), perdendo il titolo in sette partite nel 1978 e vincendolo in cinque l'anno successivo. Nel corso del decennio successivo, Seattle ha avuto successo moderato fino a quando non è arrivato il duo Shawn Kemp nel 1989 e Gary Payton nel 1990. Accanto a Nate McMillan, coach George Karl e altri giocatori di spicco, i Sonics diventarono una delle più accreditate contendenti al titolo nei primi anni 1990. La squadra si qualificò per i playoff ogni anno tra il 1991 e il 1998.
Nella stagione 1995-96, i Sonics ottennero il maggior numero di vittorie (64-18) nella loro storia, guadagnando la terza apparizione alle NBA Finals. Seattle incontrò i Chicago Bulls in finale e perse in sei partite. Nel decennio successivo non andarono meglio, con l'eccezione della sorprendente stagione 2004-05 in cui i Sonics vinsero 52 partite, entrando ai playoff. I SuperSonics pescarono Kevin Durant e Jeff Green nel Draft NBA 2007 ma, nonostante il loro talento, il club subì la peggiore stagione della storia della franchigia.

### Oklahoma City Thunder

#### I "Big Three" (2008–2012)

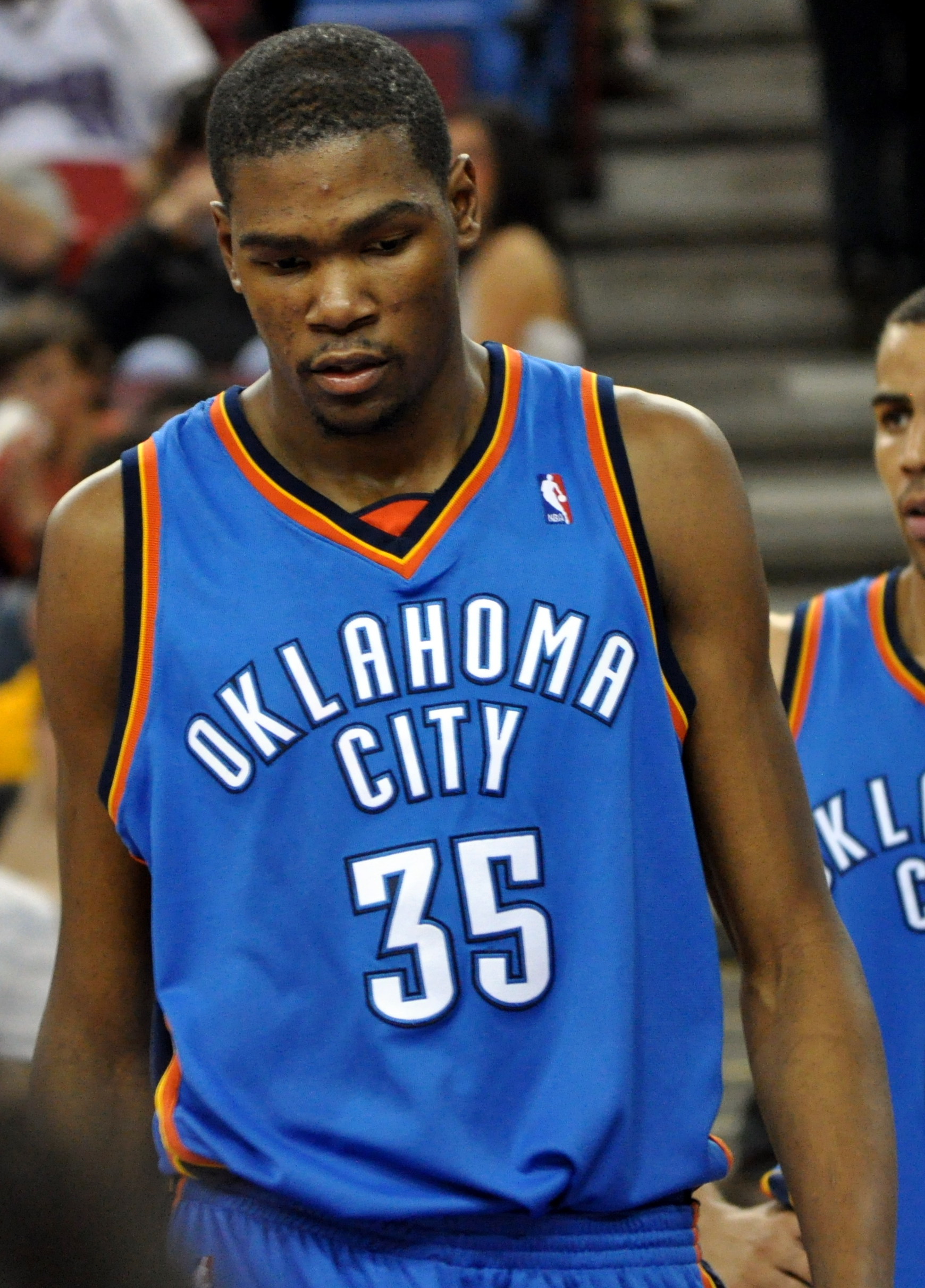
Kevin Durant

Nel 2008, dopo un contenzioso tra Bennett e la città di Seattle, la squadra fu trasferita a Oklahoma City assumendo il nome di Oklahoma City Thunder e acquisendo, come da accordi, solamente il roster e lo staff tecnico dei precedenti Sonics.
La prima stagione della squadra non fu delle migliori, con un record di 23 vittorie e 59 sconfitte. Tuttavia il considerevole aumento delle cifre di Durant (25,3 punti, 6,5 rimbalzi e 2,8 assist), l'emergente rookie Russell Westbrook e il sophomore Jeff Green (17 punti,7 rimbalzi e 41% di tiro da tre punti) garantirono sempre maggiore sostanza ai Thunder.
La seconda stagione dei Thunder, quella 2009-10, segnò una grande svolta per questa giovane franchigia, che terminò la regular season con un record di 52 vinte e 30 perse, grazie sia alle grandi prestazioni di Durant (che gli valsero il titolo di miglior marcatore NBA e la prima convocazione all'All-Star Game) sia alla guida di Scott Brooks, premiato come miglior allenatore dell'anno. Qualificandosi per la prima volta nella loro breve storia ai Play-off, i loro primi e unici avversari furono i Los Angeles Lakers (gli allora campioni in carica), che dominarono subito le prime due partite a Los Angeles. Sotto 2-0, i Thunder riuscirono incredibilmente a portare la serie sul 2-2, per poi venire nuovamente sconfitti dai Lakers nelle successive due gare. La squadra uscì comunque a testa alta dalla serie, riuscendo a mettere in difficoltà i gialloviola, che alla fine rivinceranno il titolo NBA ai danni dei Boston Celtics.
Nella stagione 2010-11 i Thunder si dimostrano più maturi rispetto all'anno precedente. Vincono per la prima volta la loro Division, perdendo soltanto nelle finali contro i Miami Heat di LeBron James, affermandosi come una delle potenze a ovest. Anche in post-season i Thunder fanno progressi rispetto alla stagione 2009-10: al primo turno dei Playoffs sconfiggono i Denver Nuggets per 4 a 1, grazie alle prestazioni maiuscole di Durant, che mantiene una media di 30 punti in questa serie. Nelle semifinali di Conference i Thunder del duo Durant-Westbrook affrontano i Memphis Grizzlies, guidati da Zach Randolph e dal coach Lionel Hollins. Questa serie si rivelerà molto dura per i Thunder: la sfida si protrae fino all'ultima partita, anche a causa delle prestazioni nettamente sottotono offerte dal loro playmaker Russell Westbrook, che però in gara-7 si riprende, mettendo a referto una tripla doppia con 14 punti, 10 rimbalzi e 14 assist (l'ultimo in 20 anni dopo Scottie Pippen a mettere a referto una tripla doppia in una gara 7), e portando i Thunder al trionfo. La squadra arriva dunque a gran fatica alle finali di Conference dove li attendono i Dallas Mavericks, guidati dal tedesco Dirk Nowitzki. Complice la maggior freschezza dei texani, ottenuta dopo 9 giorni di riposo dalla schiacciante vittoria contro i Los Angeles Lakers), i Thunder perdono la serie per 4 a 1, per la seconda volta consecutiva contro la squadra che in seguito conquisterà l'anello.

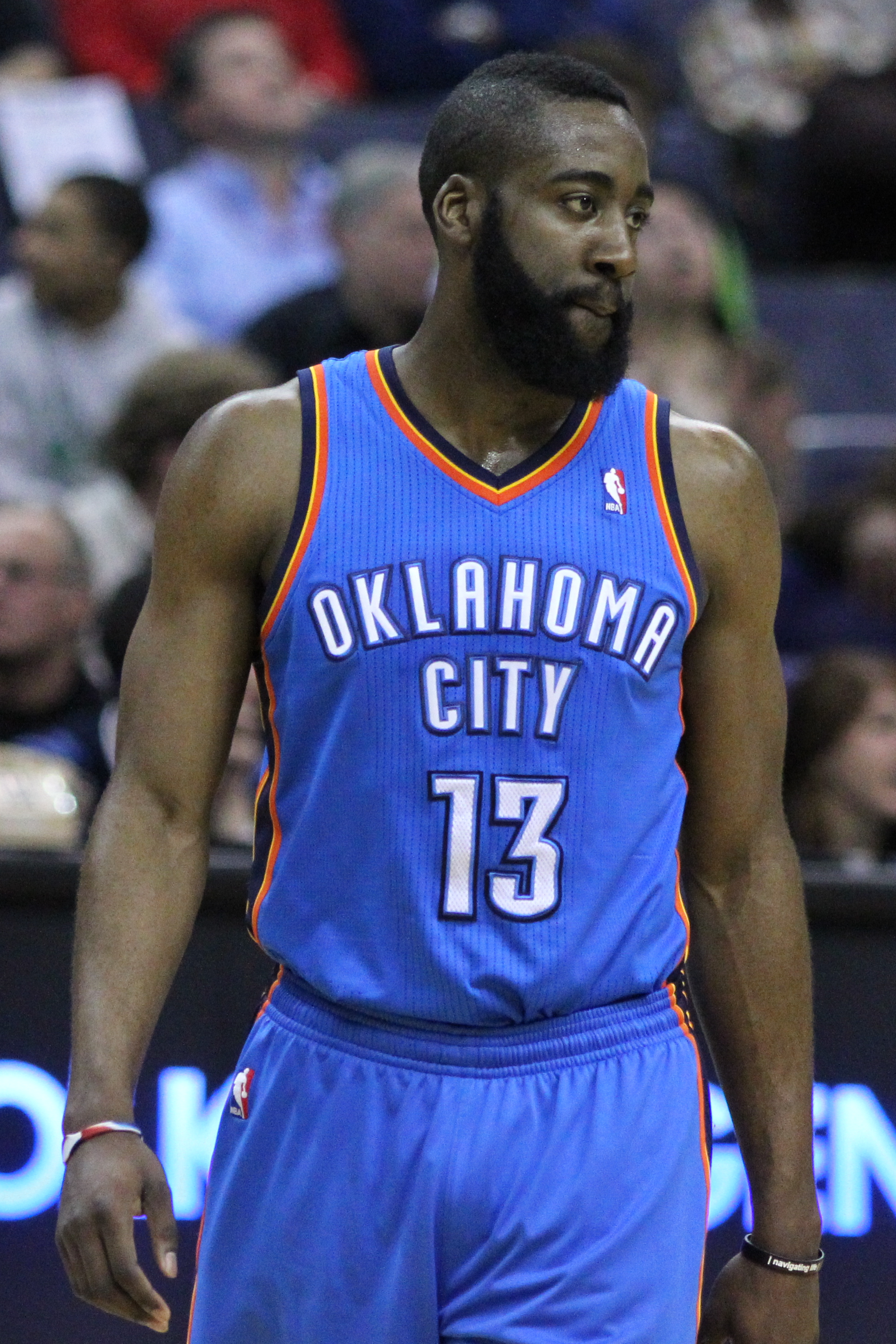
James Harden

Nel 2012 raggiungono per la seconda volta nella loro breve storia le finali di Conference, dopo essersi presi delle rivincite abbastanza nette, battendo 4-0 proprio i campioni in carica Dallas Mavericks al primo turno, e i Lakers alle semifinali di Conference per 4-1. In questa stagione, un nuovo giocatore si afferma tra i grandi della squadra, James Harden, che con le sue prestazioni riesce ad aggiudicarsi il Sixth Man of the Year, e diventa il terzo marcatore dietro a Durant e Westbrook. Il 6 giugno 2012 i Thunder si laureano per la prima volta campioni della Western Conference battendo 4-2 nella serie i San Antonio Spurs, giungendo così alle prime NBA Finals della loro storia, contro i Miami Heat. La serie incomincia in modo incoraggiante per Oklahoma con la vittoria in gara 1, che però si rivela soltanto un'illusione, dal momento che nelle seguenti partite, anche se giocando ottimamente, i Thunder vengono travolti da un monumentale LeBron James (eletto MVP delle Finals), con la serie che si concluderà per 4-1 in favore degli Heat.

#### Era Durant-Westbrook (2012–2016)
In vista della stagione 2012-13 i Thunder mantengono l'organico sostanzialmente invariato, ma si trovano a dover risolvere il problema del contratto di Harden, in scadenza a fine stagione. I Thunder (già limitati dai contratti pesanti di Durant, Westbrook e Kendrick Perkins) gli offrono un contratto di 4 anni a 55,5 milioni di dollari e, dopo aver ricevuto risposta negativa dal giocatore, lo cedono agli Houston Rockets insieme con Cole Aldrich, Daequan Cook e Lazar Hayward in cambio di Kevin Martin, Jeremy Lamb, due prime scelte e una seconda scelta al draft. Nonostante il sacrificio di Harden, i Thunder riescono a rimpiazzarlo con un giocatore quasi di pari livello come Martin, ottenendo anche alcune scelte al draft. La stagione degli Oklahoma incomincia brillantemente, stazionandosi al secondo posto della Western Conference superati solo dai San Antonio Spurs. Con l'incombere dei playoffs, i Thunder si approfittano di un periodo negativo per i texani e divengono capilista, passando ai play-off con il record di 60-22. Al primo turno ironicamente incontrano gli Houston Rockets guidati dall'ex James Harden, ma nonostante ciò il quarto di finale era visto più come una formalità per i Thunder. Invece la serie protrasse per sei gare con partite tiratissime e spesso decise da una manciata di punti. Nella gara sei, privi di Westbrook vittima di un infortunio, i Thunder vincono di soli nove punti dopo una partita giocata sul filo del rasoio. Arrivati alle semifinali, i Thunder devono però incontrarsi contro i Memphis Grizzlies, appena arrivati da una vittoria contro i Los Angeles Clippers. In gara uno, i Thunder riescono a spuntarla di soli due punti con una magnifica prestazione di Durant che realizza 35 punti, 6 assist e 15 rimbalzi oltre al canestro della vittoria a pochi secondi dalla fine. Da quella partita in poi è solo Memphis, che batte i Thunder di 6 punti in gara due, tre, quattro e riesce a conquistare la serie sul 4 a 1 vincendo la gara decisiva di quattro punti.
Nella stagione 2013-14 Oklahoma sceglie al draft Steven Adams, vede il ritorno di Westbrook e ingaggia fino a fine stagione Caron Butler. Oklahoma si qualifica per i play-off, incontrando al primo turno i Memphis Grizzlies, vincendo la serie in 7 partite. Alle semifinali di Conference Oklahoma incontra i Clippers e vince la serie per 4-2. Durante la serie contro i Clippers, Oklahoma perde Serge Ibaka per un infortunio al polpaccio che lo vede fuori per il resto dei play-off. Nelle finali di Conference Oklahoma deve incontrare i San Antonio Spurs, che eliminano i Thunder per 4-2.
Nella stagione 2014-15, pur avendo avuto la possibilità di recare sulle maglie dei giocatori lo stemma riservato alle franchigie vincitrici di almeno un titolo (conquistato dai Sonics nel 1979), i Thunder hanno scelto di non avvalersi di questa opzione. La stagione vedrà la squadra classificarsi nona nella Wester Conference, senza raggiungere i play-off.

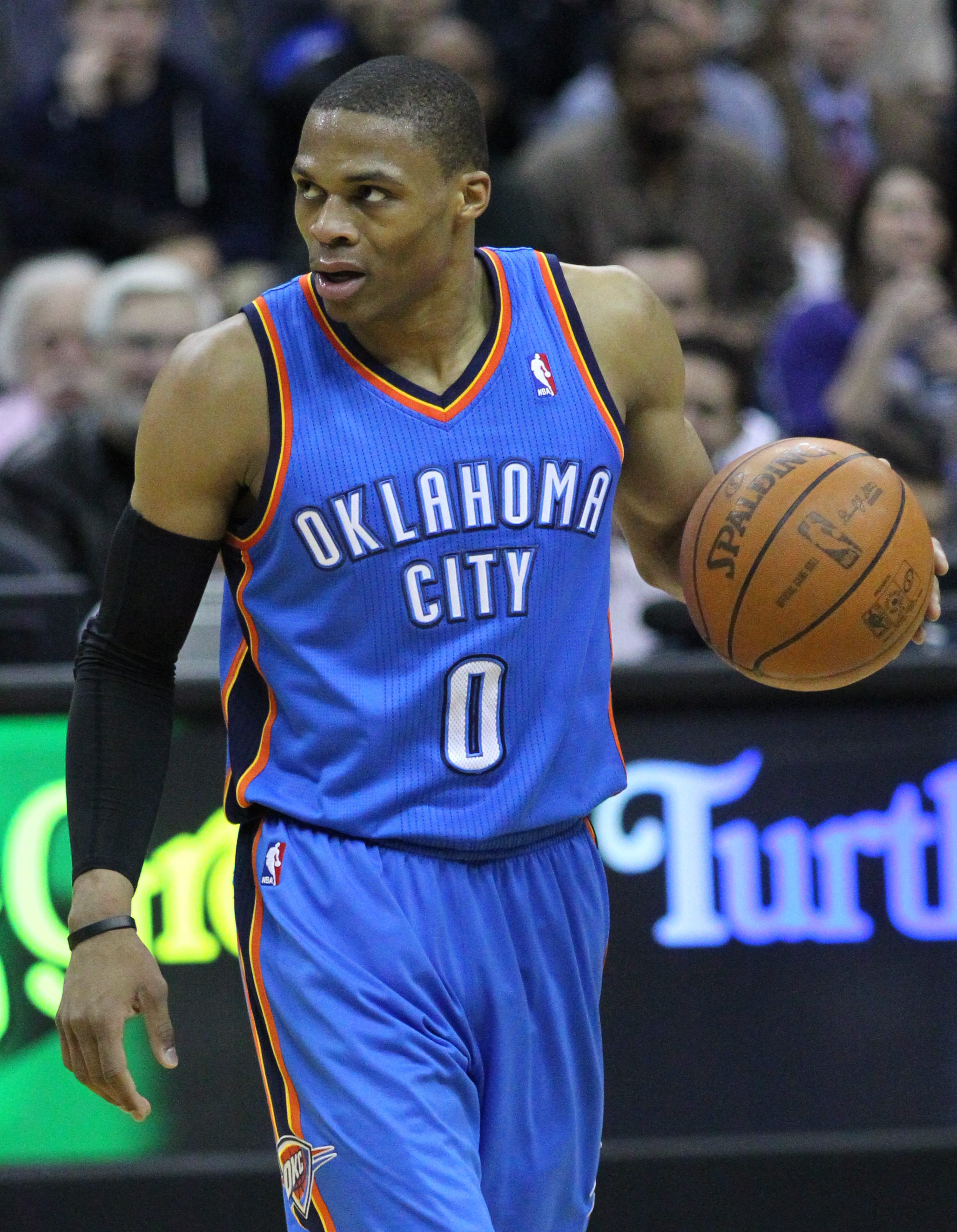
Russell Westbrook

La stagione 2015-2016 segna invece un'annata positiva per Oklahoma, che si qualifica per i playoff col terzo miglior record della stagione regolare, dietro solo a Golden State e San Antonio. Superati i Dallas Mavericks al primo turno, accedendo così alle semifinali di conference contro gli Spurs, superandoli 4-2. Nelle finali di Conference Oklahoma viene sconfitta per 4-3 dai Golden State Warriors, che accederanno così alla finale, perdendola con i Cleveland Cavaliers.

#### Westbrook da solo (2016)
Dopo l'eliminazione in gara-7, i Thunder scambiano l'ala forte spagnola di origini congolesi Serge Ibaka con gli Orlando Magic in cambio di Victor Oladipo, Domantas Sabonis (11ª scelta) ed Ersan İlyasova. Ma l'addio più significativo è quello del capitano Kevin Durant, che alla scadenza del suo contratto con i Thunder si accasa ai Golden State Warriors, dai quali era stato battuto proprio un mese prima, scatenando le ire dei tifosi di Oklahoma City.
Durante la stagione 2016-2017, Westbrook, essendo l'unica stella rimasta, prende Oklahoma per mano e la trascina ai playoff con una stagione da urlo, conclusa con 42 triple doppie (record ogni epoca) e in tripla doppia di media (secondo di sempre dopo Oscar Robertson). Ai playoff, però, nonostante ancora prestazioni stratosferiche dello stesso Westbrook, Houston si dimostra più forte e vince la serie al primo turno per 4-1.

#### I Nuovi "Big Three" (2017)
Durante l'offseason 2017 il GM Sam Presti conduce un mercato eccezionale con due colpi di assoluto livello: prima spedisce Oladipo e Sabonis a Indiana in cambio di Paul George, dopodiché il 23 settembre organizza un'altra fantastica trade per portare a Oklahoma City lo scontento Carmelo Anthony mandando in cambio Kanter, McDermott e una scelta al primo giro a New York. Inoltre, potenzia la panchina, firmando il veterano Raymond Felton (back up di Westbrook), lo stretch four Patrick Patterson (dai Raptors).
Questo però non si riflette nei risultati di squadra: i Thunder dopo un periodo di assestamento iniziale trovano la quadratura del cerchio e infilano una buona serie di vittorie, fino all'infortunio di Andrè Roberson a gennaio; da quel momento, nonostante la firma di Corey Brewer, i Thunder rischiano anche l'accesso ai play-off nell'agguerritissima Western conference, riuscendo a chiudere quarti e con il fattore campo a favore. Al primo turno però la squadra fa una fatica tremenda e chiude subito la sua stagione venendo eliminata dai Jazz con il punteggio di 4-2. Durante tutta la stagione e in particolare in queste ultime partite sono state criticate le scelte di Donovan (heroball di Westbrook e George, senza alcuno schema) e le prestazioni di Melo, alle peggiori stagioni in carriera in termini di statistiche avanzate (percentuale reale, TS%...).

#### 2018/19
Nick Collison (che è stato con la franchigia fin da quando aveva sede a Seattle) si è ritirato nel maggio del 2018 e non era nel roster per la prima volta dalla stagione 2002-2003. Gli unici giocatori attivi rimasti degli ex SuperSonics sono Jeff Green e Kevin Durant, che hanno entrambi giocato le loro stagioni da esordienti con la squadra di Seattle. Il ritiro di Collison ha anche lasciato Russell Westbrook come il più longevo giocatore dei Thunder e ultimo giocatore rimasto nella rosa dalla stagione 2011-12. Il 20 marzo 2019, i Thunder hanno ritirato la maglia n. 4 di Collison, diventando il primo giocatore dei Thunder e l'ultimo ex giocatore dei Sonics ad aver avuto la maglia ritirata.
Nonostante le speculazioni che Paul George avrebbe firmato con la squadra della sua città natale, i Los Angeles Lakers, in offseason George invece ha rinnovato con i Thunder il 30 giugno 2018, esattamente un anno dopo essere stato scambiato dagli Indiana Pacers. I Thunder hanno poi conquistato un altro playoff grazie alla sconfitta dei Kings contro i Rockets il 30 marzo.
Nei playoff, i Thunder sono stati eliminati dai Portland Trail Blazers al primo turno. Questo ha causato la terza stagione consecutiva in cui i Thunder sono stati eliminati al primo turno, e sono 0-9 nelle partite di playoff dopo l'uscita di Durant dalla squadra. Dopo 11 anni, questa stagione ha segnato anche la fine di un'era quando Russell Westbrook è stato scambiato con gli Houston Rockets, riunendolo con l'ex compagno di squadra dei Thunder James Harden, che aveva giocato nella stessa squadra nelle stagioni dal 2009 al 2012. La partenza di Westbrook ha anche lasciato Stephen Curry dei Golden State Warriors come il giocatore con più militanza nella stessa squadra, essendo con i Warriors dalla stagione 2009-10.

#### 2019-presente: ricostruzione dei Thunder dell'era post-Westbrook
Il 10 luglio 2019 il direttore generale Sam Presti ha ceduto Paul George ai Los Angeles Clippers. In cambio sono arrivati Danilo Gallinari, Shai Gilgeous-Alexander e una serie di future scelte al primo giro. Dopo l'annuncio dell'operazione, è stato reso noto che George aveva richiesto privatamente la cessione ai Clippers grazie alla superstar free agent Kawhi Leonard, che ha convinto George a fare squadra con lui nei Clippers. Hanno anche scambiato l'ala Jerami Grant con i Denver Nuggets per una scelta protetta del 2020 al primo turno.
Dopo lo scambio di George, il direttore generale Presti ha intuito che il futuro della franchigia era in pericolo in quanto la squadra non poteva seriamente competere con Westbrook come stella solitaria. Il 16 luglio, i Thunder hanno scambiato Westbrook con gli Houston Rockets. In cambio, i Thunder hanno ricevuto Chris Paul, due future scelte al primo giro del draft e i diritti per due futuri scambi di scelte con i Rockets.

## Storia condivisa con i Sonics
Nel 2008 a fronte del trasferimento a Oklahoma City, la città di Seattle si mosse per preservare la storia dei Sonics a Seattle. Venne trovato un accordo che prevedeva che colori, marchi, nome sarebbero rimasti a Seattle per poter essere utilizzati da una futura franchigia, nuova o ricollocata, della città permettendo così il trasferimento degli ormai ex-Sonics verso l'Oklahoma, ricevendo inoltre 50 milioni se entro il 2013 nessuna squadra fosse arrivata nella Emerald City. Come parte dell'accordo, rimase in città anche il Larry O'Brien Trophy vinto nel 1979, anche se di valore puramente materiale, in quanto se entro il 2013 non fosse arrivata una nuova franchigia, i risultati storici dei Sonics sarebbero passati ai Thunder, i quali, visto il mancato arrivo di un nuovo team, risultano storicamente la stessa franchigia nata a Seattle ricollocata nell'Oklahoma, anche se i nuovi Thunder non hanno mai fatto accenno alla parte di storia della franchigia risalente a Seattle essendo tuttavia la medesima franchigia.

## Arene di gioco
- Paycom Center (precedentemente Chesapeake Energy Arena, Ford Center e Oklahoma City Arena) 2008-presente

## Record stagione per stagione
| Campione NBA | Campione di Conference | Campione di Division |

| Stagione              | V   | P   | %    | Playoff                                                                                                  | Risultato |
| --------------------- | --- | --- | ---- | --- | --- |
| Oklahoma City Thunder |     |     |      | | |
| 2008-09               | 23  | 59  | 28,0 | | |
| 2009-10               | 50  | 32  | 61,0 | Perde il Primo Turno                                                                                     | LA Lakers 4, Oklahoma City 2                                                                                   |
| 2010-11               | 55  | 27  | 67,1 | Vince il Primo Turno Vince le semifinali di Conference Perde le finali di Conference                     | Oklahoma City 4, Denver 1 Oklahoma City 4, Memphis 3 Dallas 4, Oklahoma City 1                                 |
| 2011-12               | 47  | 19  | 71,2 | Vince il Primo Turno Vince le semifinali di Conference Vince le finali di Conference Perde le finali NBA | Oklahoma City 4, Dallas 0 Oklahoma City 4, LA Lakers 1 Oklahoma City 4, San Antonio 2 Miami 4, Oklahoma City 1 |
| 2012-13               | 60  | 22  | 73,2 | Vince il Primo Turno Perde le semifinali di Conference                                                   | Oklahoma City 4, Houston 2 Memphis 4, Oklahoma City 1                                                          |
| 2013-14               | 59  | 23  | 72,0 | Vince il Primo Turno Vince le semifinali di Conference Perde le finali di Conference                     | Oklahoma City 4, Memphis 3 Oklahoma City 4, LA Clippers 2 San Antonio 4, Oklahoma City 2                       |
| 2014-15               | 45  | 37  | 54,6 | | |
| 2015-16               | 55  | 27  | 67,1 | Vince il Primo Turno Vince le semifinali di Conference Perde le finali di Conference                     | Oklahoma City 4, Dallas 1 Oklahoma City 4, San Antonio 2 Golden State 4, Oklahoma City 3                       |
| 2016-17               | 47  | 35  | 57,3 | Perde il Primo Turno                                                                                     | Houston 4. Oklahoma City 1                                                                                     |
| 2017-18               | 48  | 34  | 58,5 | Perde il Primo Turno                                                                                     | Utah 4. Oklahoma City 2                                                                                        |
| 2018-19               | 49  | 33  | 59,8 | Perde il Primo Turno                                                                                     | Portland 4. Oklahoma City 1                                                                                    |
| 2019-20               | 44  | 28  | 61,1 | Perde il Primo Turno                                                                                     | Houston 4. Oklahoma City 3                                                                                     |
| 2020-21               | 22  | 50  | 30,6 | | |
| 2021-22               | 24  | 58  | 29,2 | | |
| 2022-23               | 40  | 42  | 48,8 | Vince il Play-in Game 9-10 Perde il Play-in Game 8-9                                                     | Oklahoma City 1, New Orleans 0 Minnesota 1, Oklahoma City 0                                                    |
| 2023-24               | 57  | 25  | 69,5 | Vince il Primo Turno Perde le semifinali di Conference                                                   | Oklahoma City 4, New Orleans 0 Dallas 4, Oklahoma City 2                                                       |
| 2024-25               | 68  | 14  | 82,9 | Vince il Primo Turno Vince le semifinali di Conference Vince le finali di Conference Vince NBA Finals    | Oklahoma City 4, Memphis 0 Oklahoma City 4, Denver 3 Oklahoma City 4, Minnesota 1 Oklahoma City 4, Indiana 3   |
| Totale                | 793 | 565 | 58,4 | | |
| Playoffs              | 79  | 68  | 53,8 | 1 Titolo NBA                                                                                             | 1 Titolo NBA                                                                                                   |

## Mascotte

### Rumble il bisonte
Il 17 febbraio 2009, Rumble il bisonte fu introdotto come mascotte degli Oklahoma City Thunder durante l'intervallo di una partita contro i New Orleans Hornets. Rumble venne eletto Mascotte dell'anno nel 2008-09.

## Giocatori importanti
Kevin Durant
Russel Westbrook
James Harden Chris Paul Paul George Shai Gilgeous-Alexander

### Numeri ritirati
| Numeri ritirati dagli Oklahoma City Thunder |               |       |           |               |
| N.                                          | Giocatore     | Ruolo | Periodo   | Data          |
| 4                                           | Nick Collison | AG    | 2003–2018 | 20 marzo 2019 |

## Allenatori
| Legenda | Legenda                                                        |
| ------- | -------------------------------------------------------------- |
| PA      | Partite allenate                                               |
| V       | Vittorie                                                       |
| S       | Sconfitte                                                      |
| V%      | Percentuale di vittorie                                        |
|         | Ha trascorso l'intera sua carriera da allenatore con i Thunder |
|         | Eletto nella Basketball Hall of Fame                           |

Questo elenco cita esclusivamente gli allenatori degli Oklahoma City Thunder e non della precedente franchigia Seattle SuperSonics.
Note: Statistiche aggiornate a fine stagione 2024-2025.
| Oklahoma City Thunder |                 |           |     |     |     |      |    |    |    |      |                                                      |        |
| 1                     | P. J. Carlesimo | 2008      | 13  | 1   | 12  | .077 | –  | –  | –  | –    |                                                      | [ 10 ] |
| 2                     | Scott Brooks    | 2008–2015 | 545 | 338 | 207 | .620 | 73 | 39 | 34 | .534 | 2009-10 Allenatore NBA dell'anno                     | [ 11 ] |
| 3                     | Billy Donovan   | 2015-2020 | 400 | 243 | 157 | .608 | 41 | 18 | 23 | .439 |                                                      | [ 12 ] |
| 4                     | Mark Daigneault | 2020-     | 400 | 211 | 189 | .528 | 33 | 22 | 11 | .667 | 2023-24 Allenatore NBA dell'anno 1 Titolo NBA (2025) |        |

## Squadra attuale
| \| Pos. \| Num. \| Naz. \| Nome \| Altezza \| Peso \| Data nascita \| Provenienza \| \| ---- \| ---- \| ---- \| ------------------------ \| ------- \| ------ \| ------------ \| ---------------- \| \| P/G \| 2 \| \| Gilgeous-Alexander, Shai \| 198 cm \| 82 kg \| 12-07-1998 \| Kentucky \| \| G/AP \| 3 \| \| Jones, Dillon \| 198 cm \| 107 kg \| 29-10-2001 \| Weber State \| \| G \| 5 \| \| Dort, Luguentz \| 191 cm \| 98 kg \| 19-04-1999 \| Arizona State \| \| AG \| 6 \| \| Williams, Jaylin \| 206 cm \| 109 kg \| 29-06-2002 \| Arkansas \| \| AG/C \| 7 \| \| Holmgren, Chet \| 216 cm \| 88 kg \| 01-05-2002 \| Gonzaga \| \| G \| 8 \| \| Williams, Jalen \| 198 cm \| 86 kg \| 14-04-2001 \| Santa Clara \| \| P/G \| 9 \| \| Caruso, Alex \| 193 cm \| 84 kg \| 28-02-1994 \| Texas A&M \| \| P/G \| 11 \| \| Joe, Isaiah \| 193 cm \| 75 kg \| 02-07-1999 \| Arkansas \| \| AG/C \| 12 \| \| Sorber, Thomas \| 208 cm \| 116 kg \| 25-12-2005 \| Georgetown \| \| G/AP \| 13 \| \| Dieng, Ousmane \| 206 cm \| 88 kg \| 21-05-2003 \| Francia \| \| G \| 14 \| \| Flagler, Adam (TW) \| 191 cm \| 82 kg \| 01-12-1999 \| Baylor \| \| C \| 15 \| \| Carlson, Branden \| 213 cm \| 100 kg \| 14-06-1999 \| Utah \| \| G \| 21 \| \| Wiggins, Aaron \| 198 cm \| 90 kg \| 02-01-1999 \| Maryland \| \| P/G \| 22 \| \| Wallace, Cason \| 193 cm \| 88 kg \| 07-11-2003 \| Kentucky \| \| G/AP \| 23 \| \| Barnhizer, Brooks \| 198 cm \| 104 kg \| 02-03-2002 \| Northwestern \| \| G \| 25 \| \| Mitchell, Ajay \| 196 cm \| 86 kg \| 25-06-2002 \| UC Santa Barbara \| \| G/AP \| 34 \| \| Williams, Kenrich \| 198 cm \| 95 kg \| 02-12-1994 \| Texas Christian \| \| G \| 44 \| \| Topić, Nikola \| 198 cm \| 91 kg \| 10-08-2005 \| Serbia \| \| AG/C \| 55 \| \| Hartenstein, Isaiah \| 210 cm \| 113 kg \| 05-05-1998 \| Germania \| \| G/AP \| 88 \| \| Ducas, Alexander \| 201 cm \| 100 kg \| 11-12-2000 \| Saint Mary's \| | Allenatore - Mark Daigneault Assistente/i - David Akinyooye - Dave Bliss - Grant Gibbs - Chip Engelland - Eric Maynor - Connor Johnson - Mike Wilks Legenda - (C) Capitano - (FA) Free agent - (S) Sospeso - (TW) Contratto Two-way - (GL) Assegnato a squadra G League affiliata - Infortunato Roster • Transazioni · Ultima transazione: 27 giugno 2025 |                                            |                          |         |        |              |                  |
| Pos. | Num. | Naz.                                       | Nome                     | Altezza | Peso   | Data nascita | Provenienza      |
| P/G | 2 | Canada (bandiera)                          | Gilgeous-Alexander, Shai | 198 cm  | 82 kg  | 12-07-1998   | Kentucky         |
| G/AP | 3 | Stati Uniti (bandiera)                     | Jones, Dillon            | 198 cm  | 107 kg | 29-10-2001   | Weber State      |
| G | 5 | Canada (bandiera)                          | Dort, Luguentz           | 191 cm  | 98 kg  | 19-04-1999   | Arizona State    |
| AG | 6 | Stati Uniti (bandiera)                     | Williams, Jaylin         | 206 cm  | 109 kg | 29-06-2002   | Arkansas         |
| AG/C | 7 | Stati Uniti (bandiera)                     | Holmgren, Chet           | 216 cm  | 88 kg  | 01-05-2002   | Gonzaga          |
| G | 8 | Stati Uniti (bandiera)                     | Williams, Jalen          | 198 cm  | 86 kg  | 14-04-2001   | Santa Clara      |
| P/G | 9 | Stati Uniti (bandiera)                     | Caruso, Alex             | 193 cm  | 84 kg  | 28-02-1994   | Texas A&M        |
| P/G | 11 | Stati Uniti (bandiera)                     | Joe, Isaiah              | 193 cm  | 75 kg  | 02-07-1999   | Arkansas         |
| AG/C | 12 | Stati Uniti (bandiera)                     | Sorber, Thomas           | 208 cm  | 116 kg | 25-12-2005   | Georgetown       |
| G/AP | 13 | Francia (bandiera)                         | Dieng, Ousmane           | 206 cm  | 88 kg  | 21-05-2003   | Francia          |
| G | 14 | Stati Uniti (bandiera)                     | Flagler, Adam (TW)       | 191 cm  | 82 kg  | 01-12-1999   | Baylor           |
| C | 15 | Stati Uniti (bandiera)                     | Carlson, Branden         | 213 cm  | 100 kg | 14-06-1999   | Utah             |
| G | 21 | Stati Uniti (bandiera)                     | Wiggins, Aaron           | 198 cm  | 90 kg  | 02-01-1999   | Maryland         |
| P/G | 22 | Stati Uniti (bandiera)                     | Wallace, Cason           | 193 cm  | 88 kg  | 07-11-2003   | Kentucky         |
| G/AP | 23 | Stati Uniti (bandiera)                     | Barnhizer, Brooks        | 198 cm  | 104 kg | 02-03-2002   | Northwestern     |
| G | 25 | Belgio (bandiera) · Stati Uniti (bandiera) | Mitchell, Ajay           | 196 cm  | 86 kg  | 25-06-2002   | UC Santa Barbara |
| G/AP | 34 | Stati Uniti (bandiera)                     | Williams, Kenrich        | 198 cm  | 95 kg  | 02-12-1994   | Texas Christian  |
| G | 44 | Serbia (bandiera)                          | Topić, Nikola            | 198 cm  | 91 kg  | 10-08-2005   | Serbia           |
| AG/C | 55 | Germania (bandiera)                        | Hartenstein, Isaiah      | 210 cm  | 113 kg | 05-05-1998   | Germania         |
| G/AP | 88 | Australia (bandiera)                       | Ducas, Alexander         | 201 cm  | 100 kg | 11-12-2000   | Saint Mary's     |

## Palmarès
| Palmarès Oklahoma City Thunder |        | |
|                                | Titoli | Anni |
| Titoli NBA                     | 2      | 1979, 2025 |
| Titoli di Conference           | 5      | 1978, 1979, 1996, 2012, 2025 |
| Titoli di Division             | 13     | 1978-1979, 1993-1994, 1995-1996, 1996-1997, 1997-1998, 2004-2005, 2010-2011, 2011-2012, 2012-2013, 2013-2014, 2015-2016, 2023-2024, 2024-2025 |
| Maurice Podoloff Trophy        | 1      | 2024-2025 (record condiviso con i Milwaukee Bucks e Boston Celtics)                                                                           |

## Premi e riconoscimenti individuali
NBA Finals Most Valuable Player Award
- Shai Gilgeous-Alexander - 2025

NBA Most Valuable Player Award
- Kevin Durant - 2014
- Russell Westbrook - 2017
- Shai Gilgeous-Alexander - 2025

NBA Coach of the Year Award
- Scott Brooks – 2010
- Mark Daigneault - 2024

NBA All-Star Game Most Valuable Player Award
- Kevin Durant - 2012
- Russell Westbrook - 2015, 2016

NBA Sixth Man of the Year Award
- James Harden – 2012

NBA Executive of the Year Award
- Sam Presti – 2025

NBA All-Star Game
- Kevin Durant – 2010, 2011, 2012, 2013, 2014, 2016
- Russell Westbrook – 2011, 2012, 2013, 2014, 2015, 2016, 2017, 2018
- Paul George – 2018
- Shai Gilgeous-Alexander – 2023, 2024, 2025
- Jalen Williams – 2025

NBA Slam Dunk Contest
- Hamidou Diallo - 2019

All-NBA First Team
- Kevin Durant – 2010, 2011, 2012, 2013, 2014
- Russell Westbrook – 2016, 2017
- Paul George – 2019
- Shai Gilgeous-Alexander – 2023, 2024, 2025

All-NBA Second Team
- Russell Westbrook – 2011, 2012, 2013, 2015, 2018
- Kevin Durant – 2016
- Chris Paul – 2020

All-NBA Third Team
- Paul George – 2018
- Russell Westbrook – 2019
- Jalen Williams – 2025

NBA All-Defensive First Team
- Serge Ibaka – 2012, 2013, 2014
- Paul George – 2019
- Luguentz Dort – 2025

NBA All-Defensive Second Team
- Thabo Sefolosha – 2010
- André Roberson - 2017
- Jalen Williams - 2025

NBA Rookie First Team
- Russell Westbrook – 2009
- Jalen Williams – 2023
- Chet Holmgren – 2024

NBA Rookie Second Team
- James Harden – 2010
- Steven Adams - 2014
- Josh Giddey – 2022
- Cason Wallace – 2024